# Maria di Spagna
Maria d'Asburgo, o di Spagna (Madrid, 21 giugno 1528 – Villa Monte, 26 febbraio 1603), è stata un'Imperatrice del Sacro Romano Impero, un'infanta di Spagna e un'arciduchessa d'Austria.

## Biografia
Era la figlia maggiore dell'imperatore Carlo V, e della sua consorte, Isabella del Portogallo. Crebbe tra le città di Toledo e Valladolid con i suoi fratelli, con i quali formò un forte legame familiare, i legami furono forti anche con il padre, nonostante le sue prolungate assenze.
Maria e suo fratello Filippo, condivisero simili opinioni personali e politiche, che si mantennero durante il resto della loro vita.

## Matrimonio
Inizialmente venne destinata a sposare uno dei figli di Francesco I di Francia. Tuttavia, dopo la guerra di Smalcalda, l'imperatore Carlo ritenne di rafforzare i legami tra i due rami della famiglia d'Asburgo, facendola sposare al figlio maggiore di suo fratello Ferdinando, rafforzando così anche i reciproci diritti di successione.
Perciò il 13 settembre 1548 Maria sposò il futuro imperatore Massimiliano II. Il contratto di matrimonio venne stipulato durante la Dieta di Augusta. Maria rinunciò ai suoi diritti di successione al trono spagnolo e le venne garantita una pensione annua.

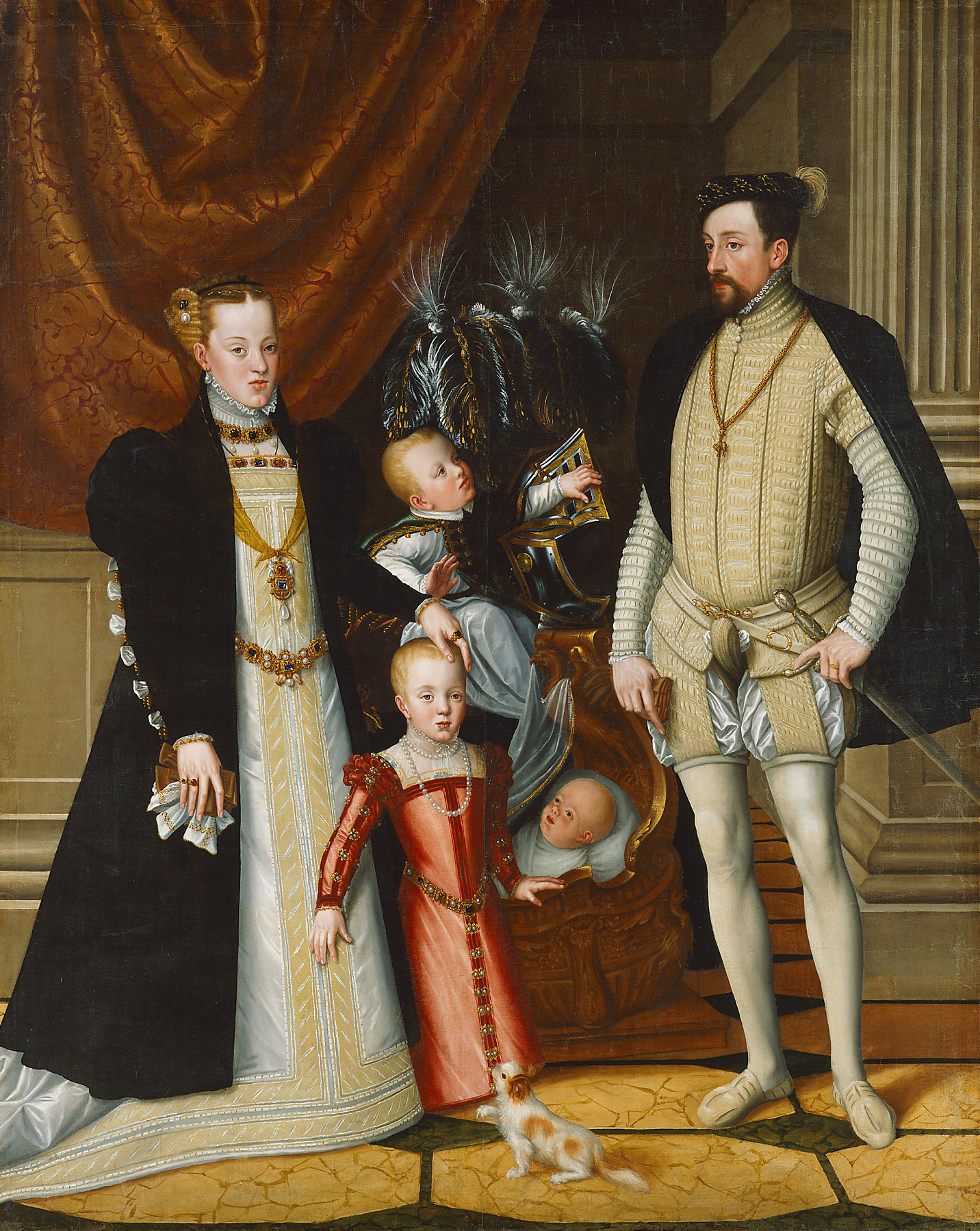
Giuseppe Arcimboldo, Massimiliano II e la sua famiglia, 1553, olio su tela, Vienna, Kunsthistorisches Museum.

Maria e Massimiliano ebbero sedici figli:
- Anna (1 novembre 1549-26 ottobre 1580), sposò lo zio Filippo II di Spagna;
- Ferdinando (28 marzo 1551-25 giugno 1552);
- Rodolfo II d'Asburgo (18 luglio 1552-20 gennaio 1612);
- Ernesto (15 luglio 1553-20 febbraio 1595), governatore dei Paesi Bassi;
- Elisabetta (5 giugno 1554-22 gennaio 1592), sposò Carlo IX di Francia;
- Maria (27 luglio 1555-25 giugno 1556);
- Mattia d'Asburgo (24 febbraio 1557-20 marzo 1619);
- un figlio senza nome (20 ottobre 1557);
- Massimiliano III d'Austria (12 ottobre 1558-2 novembre 1618);
- Alberto (15 novembre 1559-13 luglio 1621), sposò la cugina Isabella Clara Eugenia di Spagna, governatore dei Paesi Bassi spagnoli;
- Venceslao (9 marzo 1561-22 settembre 1578);
- Federico (21 giugno 1562-16 gennaio 1563);
- Maria (19 febbraio-26 marzo 1564);
- Carlo (26 settembre 1565-23 maggio 1566);
- Margherita (25 gennaio 1567-5 luglio 1633);
- Eleonora (4 novembre 1568-12 marzo 1580).

### Reggente
Su richiesta del padre, la coppia assunse la reggenza in Spagna durante l'assenza di Carlo V nel 1548. Nel 1550 ricoprì un'altra volta la carica di reggente. Dal 1552 Massimiliano e la moglie si trasferirono a Vienna. Durante l'assenza di suo fratello, il re Filippo II, tra il 1558 e il 1561, Maria fu di nuovo reggente di Spagna.

## Imperatrice
Nel 1562, assieme al marito, venne incoronata regina di Boemia e, un anno più tardi, regina d'Ungheria; alla morte di Ferdinando I nel 1564 venne incoronata imperatrice al fianco del marito.
In Austria, Maria cercò, anche sotto l'influenza dei loro parenti, di convincere il marito a presentare maggiori attenzioni in merito alla fede cattolica. Maria era a quanto pare a disagio in un paese che non era interamente cattolico, e si circondò di una cerchia di cortigiani rigorosamente cattolici, molti dei quali aveva portato con sé dalla Spagna. La sua corte fu organizzata da Maria de Requenes, la sua dama di compagnia spagnola, e tra i suoi preferiti c'era Margarita de Cardona.
Maria ebbe grande influenza sui suoi figli, in particolare sui due futuri imperatori Rodolfo II e Mattia.

## Ritorno in Spagna
Maria tornò in Spagna nel 1582, portando con sé la figlia più giovane, l'arciduchessa Margherita, promettendo di sposarla a Filippo II di Spagna, che aveva perso la sua quarta moglie, la figlia maggiore, l'arciduchessa Anna nel 1580. Margherita alla fine rifiutò e prese il velo come clarissa. Commentando che era molto felice di vivere in "un paese senza eretici", Maria si stabilì nel Monastero de las Descalzas Reales a Madrid, dove visse fino alla sua morte nel 1603.
Era la patrona del noto compositore spagnolo Tomás Luis de Victoria, e la grande Messa da Requiem che scrisse nel 1603 per i suoi funerali è considerata tra le opere migliori e più raffinate.
Tra i suoi cappellani vi fu per diversi anni il mecenate sardo Antonio Canopolo che ella protesse e propose per la candidatura ad arcivescovo. 
Maria esercitò una certa influenza insieme alla regina Margherita, la moglie di suo nipote, Filippo III di Spagna. Margherita, la sorella del futuro imperatore Ferdinando II, sarebbe una delle tre donne alla corte di Filippo che avrebbe applicato una notevole influenza sul re.

## Ascendenza
|                        |                   |                          | Genitori                 |  |  | Nonni |  |  | Bisnonni                 |  |  | Trisnonni              |  |
|                        |                   |                          |                          |  |  |       |  |  | Massimiliano I d'Asburgo |  |  | Federico III d'Asburgo |  |
|                        |                   |                          |                          |  |  |       |  |  | Massimiliano I d'Asburgo |  |  | Federico III d'Asburgo |  |
|                        |                   | Eleonora d'Aviz          |                          |  |  |       |  |  | Massimiliano I d'Asburgo |  |  |                        |  |
| Filippo I d'Asburgo    |                   |                          |                          |  |  |       |  |  | Massimiliano I d'Asburgo |  |  |                        |  |
|                        |                   | Maria di Borgogna        | Carlo I di Borgogna      |  |  |       |  |  |                          |  |  |                        |  |
|                        |                   | Maria di Borgogna        | Carlo I di Borgogna      |  |  |       |  |  |                          |  |  |                        |  |
|                        |                   | Maria di Borgogna        | Isabella di Borbone      |  |  |       |  |  |                          |  |  |                        |  |
| Carlo V d'Asburgo      |                   | Maria di Borgogna        |                          |  |  |       |  |  |                          |  |  |                        |  |
|                        |                   | Ferdinando II di Aragona | Giovanni II d'Aragona    |  |  |       |  |  |                          |  |  |                        |  |
|                        |                   | Ferdinando II di Aragona | Giovanni II d'Aragona    |  |  |       |  |  |                          |  |  |                        |  |
|                        |                   | Ferdinando II di Aragona | Giovanna Enríquez        |  |  |       |  |  |                          |  |  |                        |  |
| Giovanna di Trastámara |                   | Ferdinando II di Aragona |                          |  |  |       |  |  |                          |  |  |                        |  |
|                        |                   | Isabella I di Castiglia  | Giovanni II di Castiglia |  |  |       |  |  |                          |  |  |                        |  |
|                        |                   | Isabella I di Castiglia  | Giovanni II di Castiglia |  |  |       |  |  |                          |  |  |                        |  |
|                        |                   | Isabella I di Castiglia  | Isabella del Portogallo  |  |  |       |  |  |                          |  |  |                        |  |
| Maria d'Asburgo        |                   | Isabella I di Castiglia  |                          |  |  |       |  |  |                          |  |  |                        |  |
|                        | Ferdinando d'Aviz | Edoardo del Portogallo   |                          |  |  |       |  |  |                          |  |  |                        |  |
|                        | Ferdinando d'Aviz | Edoardo del Portogallo   |                          |  |  |       |  |  |                          |  |  |                        |  |
|                        | Ferdinando d'Aviz | Eleonora d'Aragona       |                          |  |  |       |  |  |                          |  |  |                        |  |
| Manuele I d'Aviz       | Ferdinando d'Aviz |                          |                          |  |  |       |  |  |                          |  |  |                        |  |
|                        |                   | Beatrice d'Aviz          | Giovanni d'Aviz          |  |  |       |  |  |                          |  |  |                        |  |
|                        |                   | Beatrice d'Aviz          | Giovanni d'Aviz          |  |  |       |  |  |                          |  |  |                        |  |
|                        |                   | Beatrice d'Aviz          | Isabella di Braganza     |  |  |       |  |  |                          |  |  |                        |  |
| Isabella d'Aviz        |                   | Beatrice d'Aviz          |                          |  |  |       |  |  |                          |  |  |                        |  |
|                        |                   | Ferdinando II di Aragona | Giovanni II d'Aragona    |  |  |       |  |  |                          |  |  |                        |  |
|                        |                   | Ferdinando II di Aragona | Giovanni II d'Aragona    |  |  |       |  |  |                          |  |  |                        |  |
|                        |                   | Ferdinando II di Aragona | Giovanna Enríquez        |  |  |       |  |  |                          |  |  |                        |  |
| Maria di Trastámara    |                   | Ferdinando II di Aragona |                          |  |  |       |  |  |                          |  |  |                        |  |
|                        |                   | Isabella I di Castiglia  | Giovanni II di Castiglia |  |  |       |  |  |                          |  |  |                        |  |
|                        |                   | Isabella I di Castiglia  | Giovanni II di Castiglia |  |  |       |  |  |                          |  |  |                        |  |
|                        |                   | Isabella I di Castiglia  | Isabella del Portogallo  |  |  |       |  |  |                          |  |  |                        |  |
|                        |                   | Isabella I di Castiglia  |                          |  |  |       |  |  |                          |  |  |                        |  |